# Meester Chang
Meester Chang is een Belgische stripreeks die begonnen is in 1991 met Robert Génin als schrijver en Pham Minh Son als tekenaar.

## Albums
Alle albums zijn geschreven door Robert Génin, getekend door Pham Minh Son en uitgegeven door Le Lombard.
1. De rovers